# 吴植椽
吴植椽（1921年—2001年6月），男，江西宜黄人，中华人民共和国政治人物，曾任浙江省人民政府副省长，浙江省人大常委会副主任。